# Não Mexa com Minha Filha!
Não Mexa com minha Filha! (ウチのムスメに手を出すな！, Uchi no Musume ni Te o Dasu na!) é uma serie mangá seinen escrito e desenhado por Nozomu Tamaki para a editora Shōnen Gahōsha na revista quinzenal Young King que no final foi serializado em 3 volumes.
Ela foi lançada de 06 de janeiro de 2014 a 09 de maio de 2015 no Japão e nos EUA no dia 29 de agosto de 2016. A obra possui um viés erótico.

## Sinopse
Atena Haruka, a Oitava Maravilha original, desapareceu há vinte anos após uma batalha com a organização maléfica da vilã Blowjob. Agora, a Oitava Maravilha reapareceu, mas ao invés de ser a Atena quem aparece é a sua filha, Clara, que foi recrutada pela organização N.U.D.E. (a mesma que tinha recrutada a original) para ocupar o lugar de super-heroína que era de sua mãe (mas Clara é muito inocente para perceber que a Oitava Maravilha original era a sua mãe). Quando sua filha faz sua estreia como uma super-heroína, Atena deve deixar o conforto de aposentadoria, veste seu traje mais uma vez, e voltar ao combate ao crime, para que ela pode manter sua filha segura.

## Personagens

### Clara Haruka
Atual Oitava Maravilha, foi recrutada pela organização N.U.D.E. por causas de seus poderes.
Ela não sabe que sua mãe, Atena, foi a Oitava Maravilha original e mesmo assim idolatra a super-heroína. Tem os mesmos poderes de sua mãe
Ainda é estudante colegial, mas a N.U.D.E. junto com o governo japonês consegue explicar as ausências de Clara e compensa as faltas decorrente das suas aventuras

### Atena Haruka
A Oitava Maravilha original, vinda de outra dimensão atrás de Blowjob, acaba se acostumando com a Terra e após derrotar pela 1ª vez ela e sua organização maléfica decide ficar e educar Clara na Terra, local aonde conheceu o pai dela.
Atualmente ela é uma "simples" dona de casa. É consultora, por meio de site que administra como o pseudônimo de Madame 8, que ajuda psicologicamente as novas heroínas e heróis a como agir e resolver seus problemas decorrente de seus poderes.

### Blowjob
A vilã da série, na dimensão original (que parece a Grécia antiga) ela alcançou a capacidade de controlar os 8 poderes de uma guerreira. Mas por algum motivo obscuro ela surta e vai a Terra para causar caos e dominar essa dimensão.
Todos os monstros e vilões coligados a ela sempre utiliza o método de humilhar (normalmente usando a temática sexual para contra atacar os heróis e heroínas que venham)

### Comandante Hanna
Suprema Comandante da Organização N.U.D.E. Possui tapa olho pois um de seus olhos tem o poder de hipnotizar quem ela quiser e fazer o que ela mandar (não se sabe se coisas que possa ferir a pessoa é obedecida).
Foi ela que recrutou Clara.

### Intense 3
Na N.U.D.E. elas são conhecidas como grupo B, mas Lisa e suas 2 amigas tem o sonho de formarem um grupo independente de heroínas, mesmo sem terem poderes.
Para isso elas treinam mais que todos os outros grupos.
Mas já possuem croquis de modelos de uniforme que gostariam de usar quando se tornarem heroínas independentes.

### Mei
Amiga de colégio de Clara que possui profundo afeto por ela e que em alguns momentos de emoção ela se torna Hugger. Vilã/heroína que consegue controlar cintos de couro que surgem do nada e que possuem grande resistência, tanto que consegue prender a Oitava maravilha por um período.

## N.U.D.E
Organização paramilitar que ajuda o governo japonês nos assuntos relacionados a superpoderes, seres alienígenas, maquinas fora do normal. Possui um grande contingente de superequipes e super-heróis.
Atualmente sua maior arma oficial é a Nova Oitava Maravilha, não oficialmente é a Oitava Maravilha original (pois essa, por causa dos métodos da organização de Blowjob, está na reserva/aposentada há 20 anos.